# Александро-Завадское
Александро-Завадское (укр. Олександро-Завадське) — село в Добровеличковской поселковой общине Новоукраинского района Кировоградской области Украины.
До 2020 года входило в Добровеличковский район
Население по переписи 2001 года составляло 213 человек. Почтовый индекс — 27007. Телефонный код — 5253. Занимает площадь 0,62 км². Код КОАТУУ — 3521781903.